# Gustave Krafft
Pour les articles homonymes, voir Krafft.
Gustave Henri Krafft (avant 1920 également Gustav Krafft, né le 29 janvier 1861 à Strasbourg et mort le 13 septembre 1927 à Crest dans la Drôme) est un architecte et peintre alsacien.

## Biographie
Avec son ami strasbourgeois Jules Berninger (futur beau-frère), il étudie à Stuttgart en 1878-1879, puis à l'École des beaux-arts de Paris en 1881-1886 auprès de Pascal. Quelques années plus tard, alors qu'il s'est installé comme architecte à Strasbourg (alors possession de l'Empire allemand), il se fait connaître comme architecte et artiste de l'Art nouveau ou Jugendstil, comme il est appelé dans l'espace germanophone. Il profite de l'agrandissement de la ville pour se faire remarquer par ses nouvelles constructions fort appréciées par leur style innovant.
Membre du Kunschthafe.
Krafft se plaît à mélanger des éléments architectoniques néorenaissance. Il construit en 1894 le restaurant de l'Orangerie. En 1895, il est l'auteur du monument en hommage à Stöber au marché au vin (Weinmarkt). De 1897 à 1900, Berninger et Krafft construisent la fameuse villa Schützenberger.

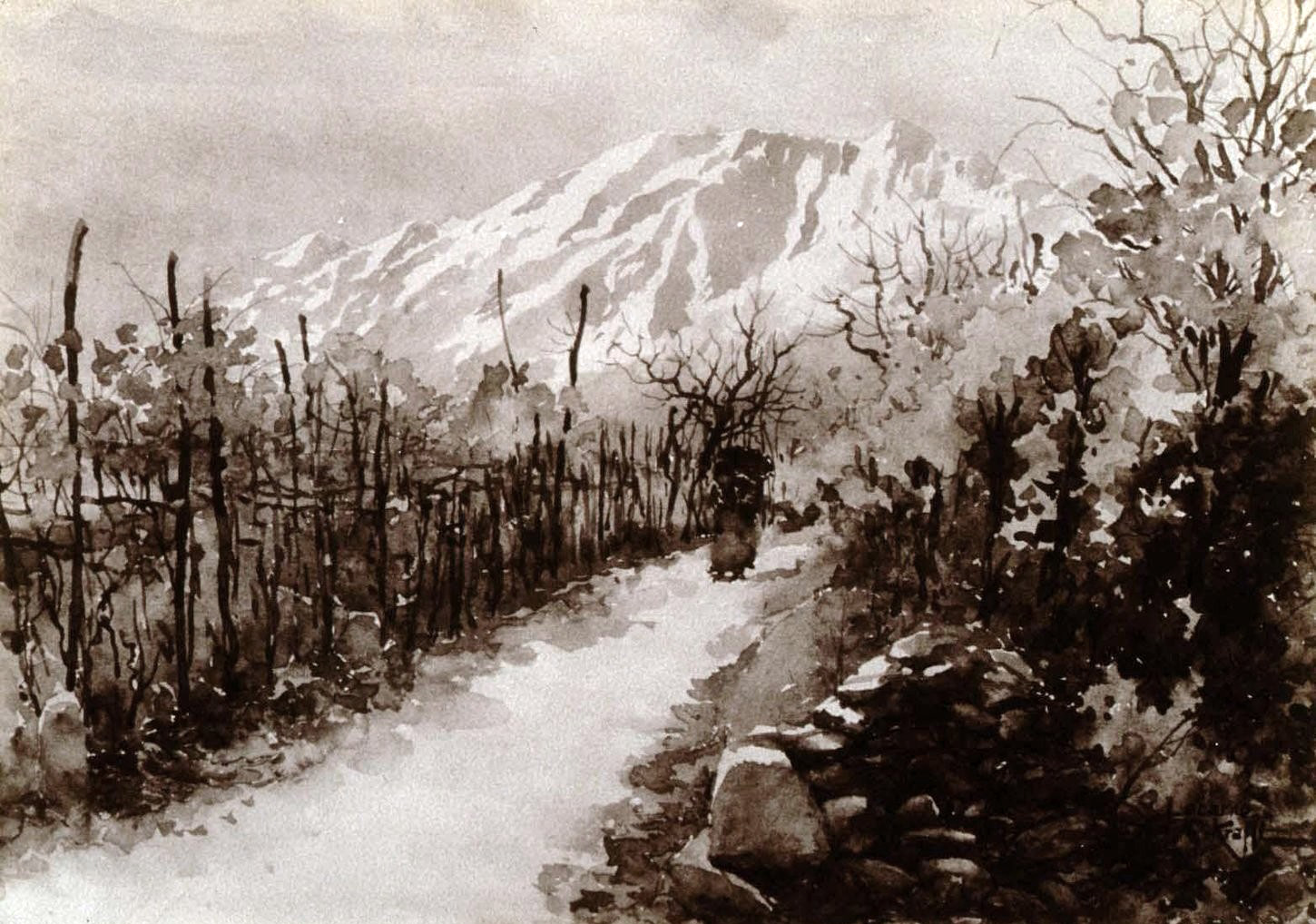
Paysage près de Locarno (aquarelle).

Gustave Krafft exposa au salon d'art de la Revue alsacienne illustrée en 1905, galerie Bader-Nottin ; 23 rue de la Nuée-Bleue avec Théodore Haas, Léon Hornecker, Albert Koerttgé, Henri Loux, Lothar von Seebach, Charles Spindler et Gustave Stoskopf.
En 1921 (l'Alsace est redevenue française en 1919), Krafft est nommé professeur de la nouvelle École régionale d´architecture de Strasbourg et il est décoré la même année des palmes académiques. Il reçoit en 1922 à Paris la médaille de l'architecture.
Il se distingue aussi comme peintre, surtout aquarelliste, et aime peindre des paysages de ses voyages en France, en Italie (notamment à Capri), en Grèce, en Égypte et au Proche-Orient.
Sa sœur Amélie épouse en 1880 Karl Hermann Goehrs (1846–1919), natif de Darmstadt, qui dirigea de 1881 à 1919 la branche strasbourgeoise de la Société évangélique (Evangelische Gesellschaft für Deutschland).

## Réalisations

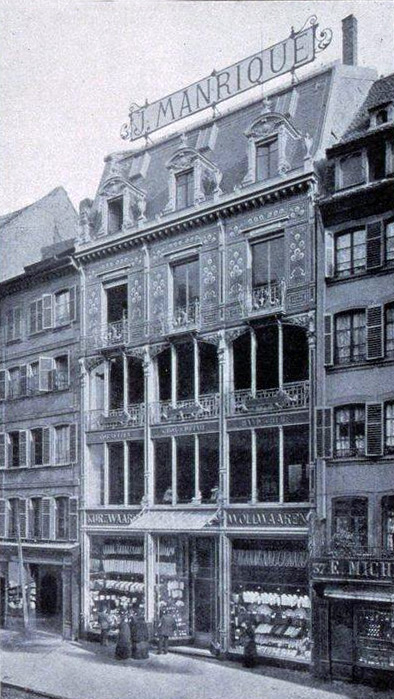
Ancien magasin Manrique.
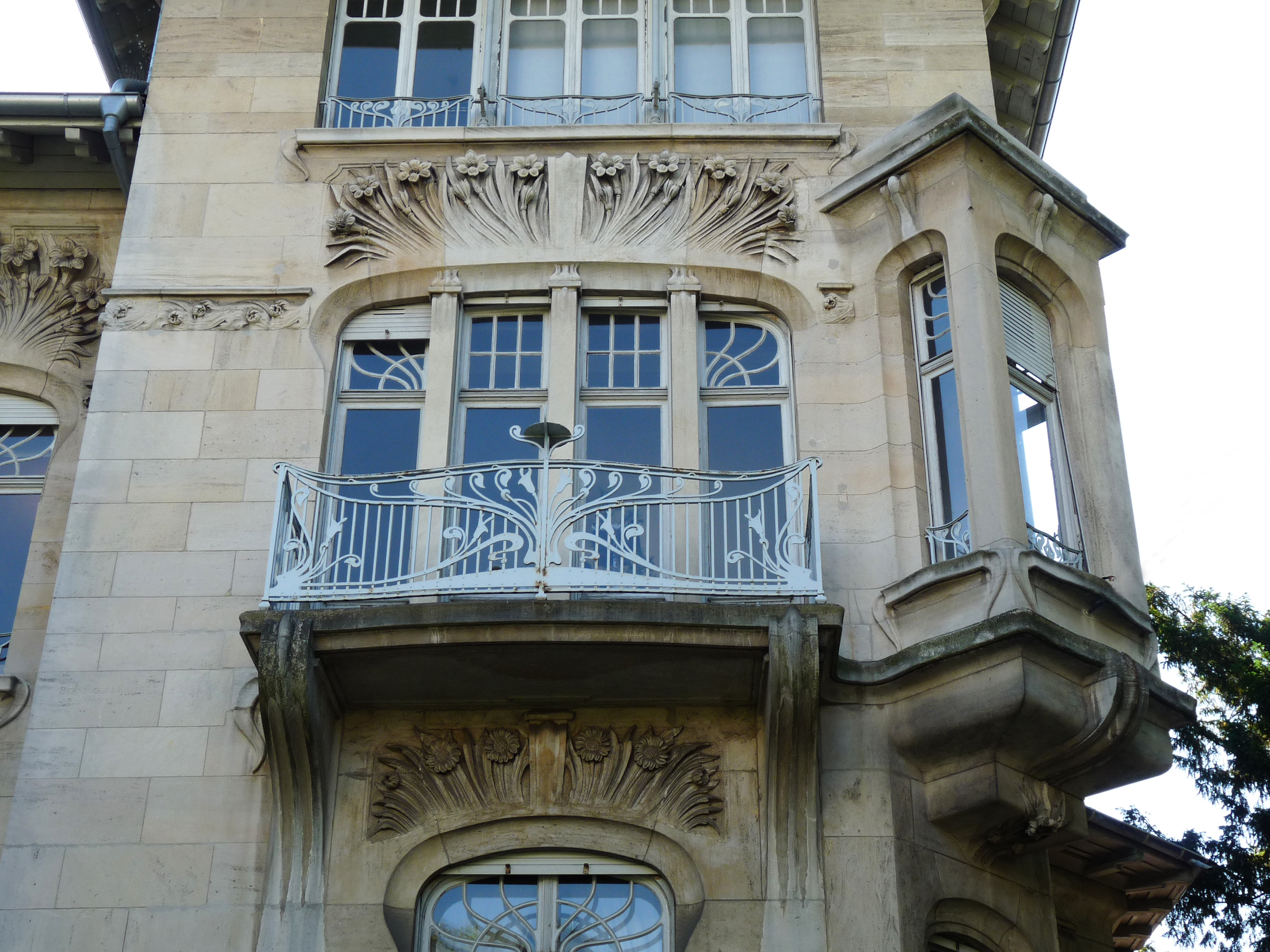
Hôtel Schützenberger.
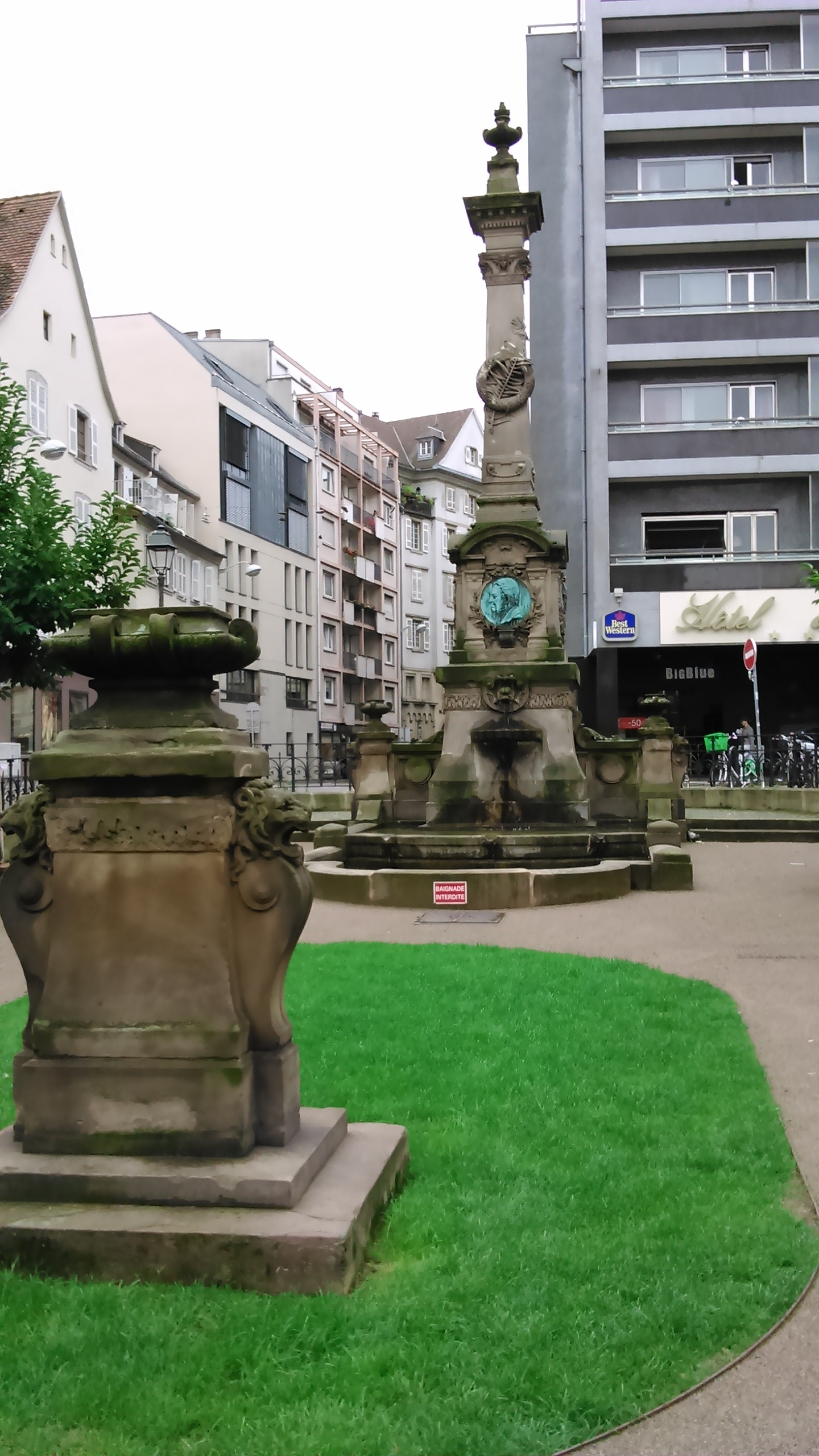
Fontaine Stoeber.
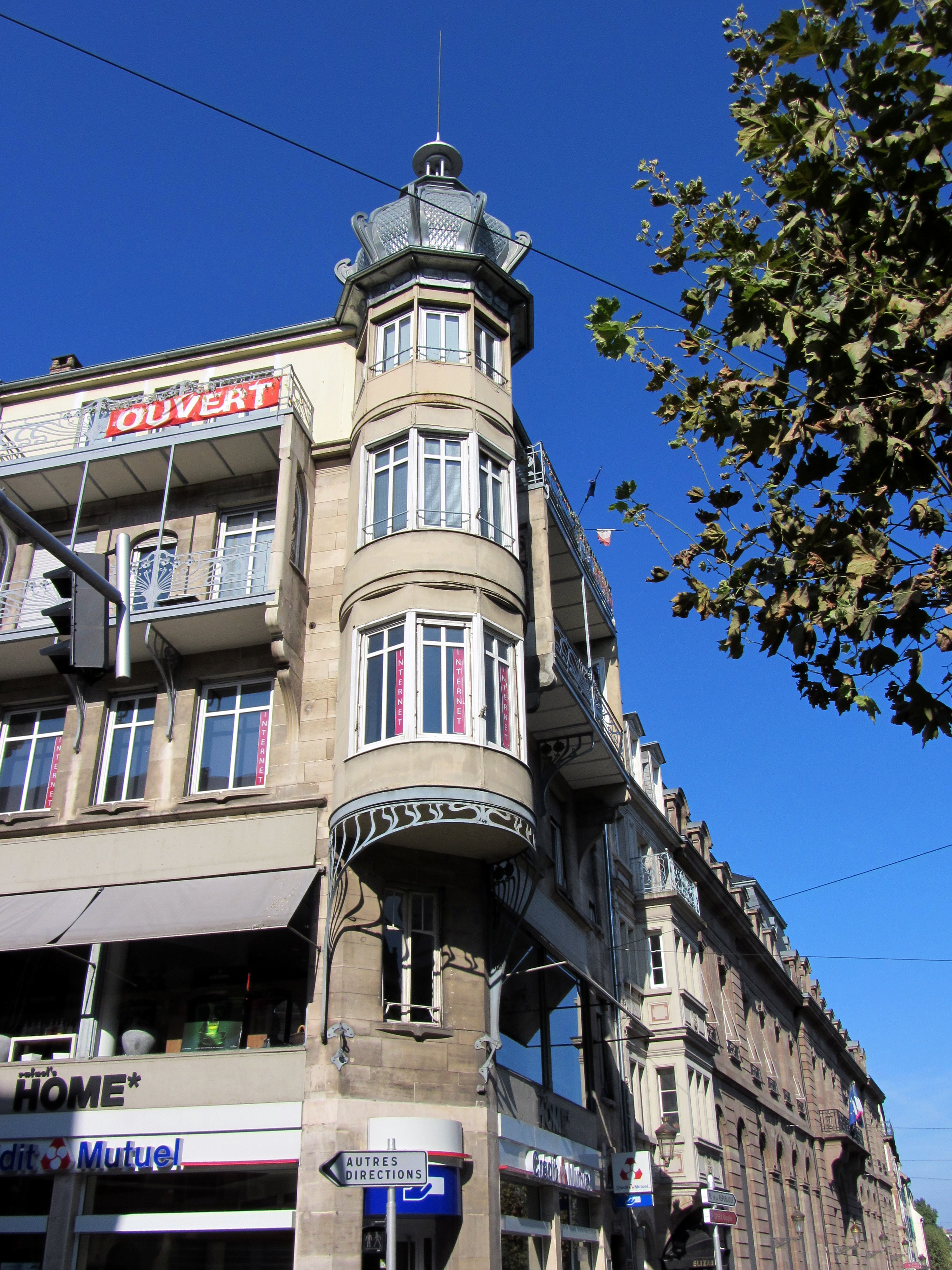
Immeuble au 1, place Broglie à Strasbourg
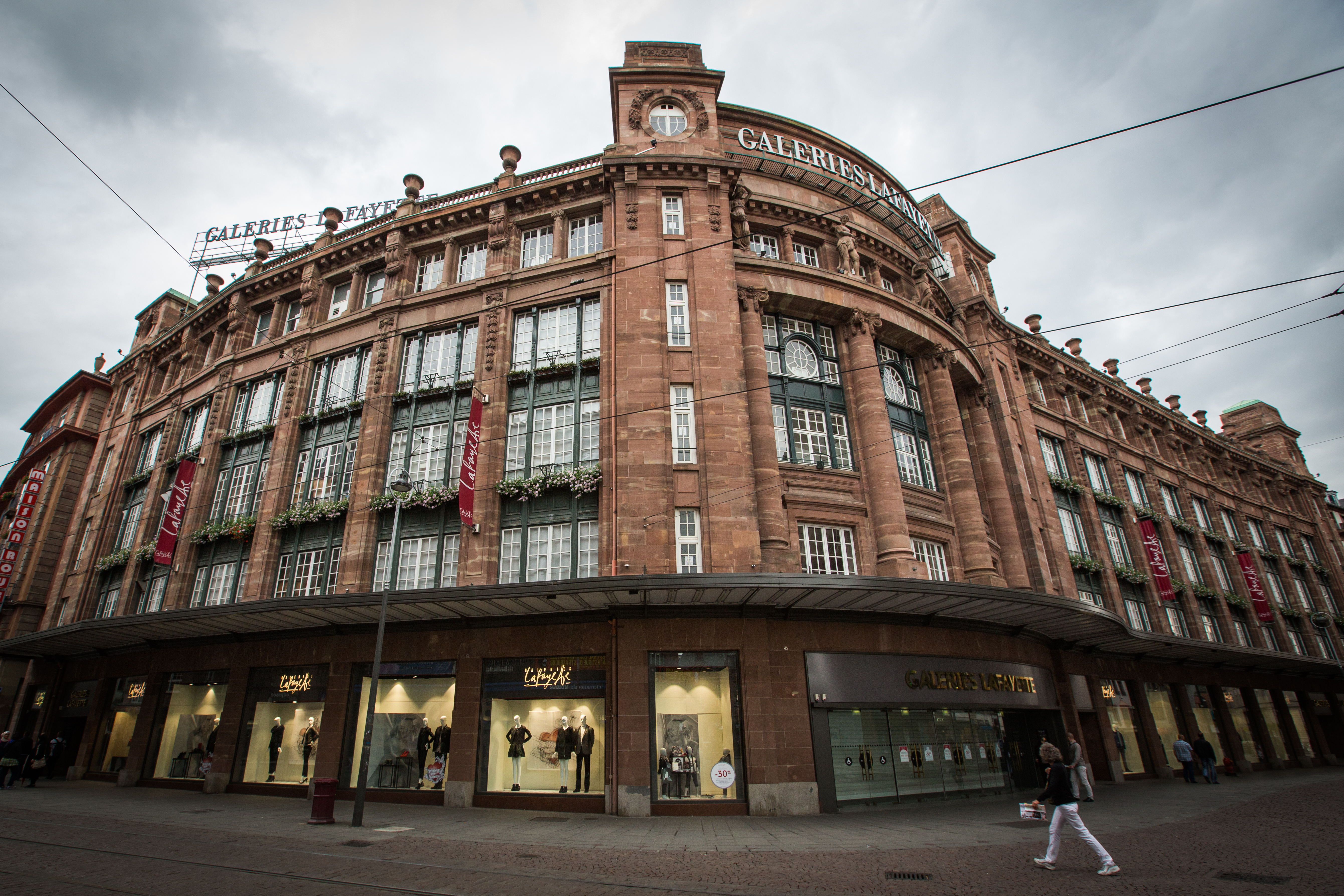
Les Galeries Lafayette de Strasbourg
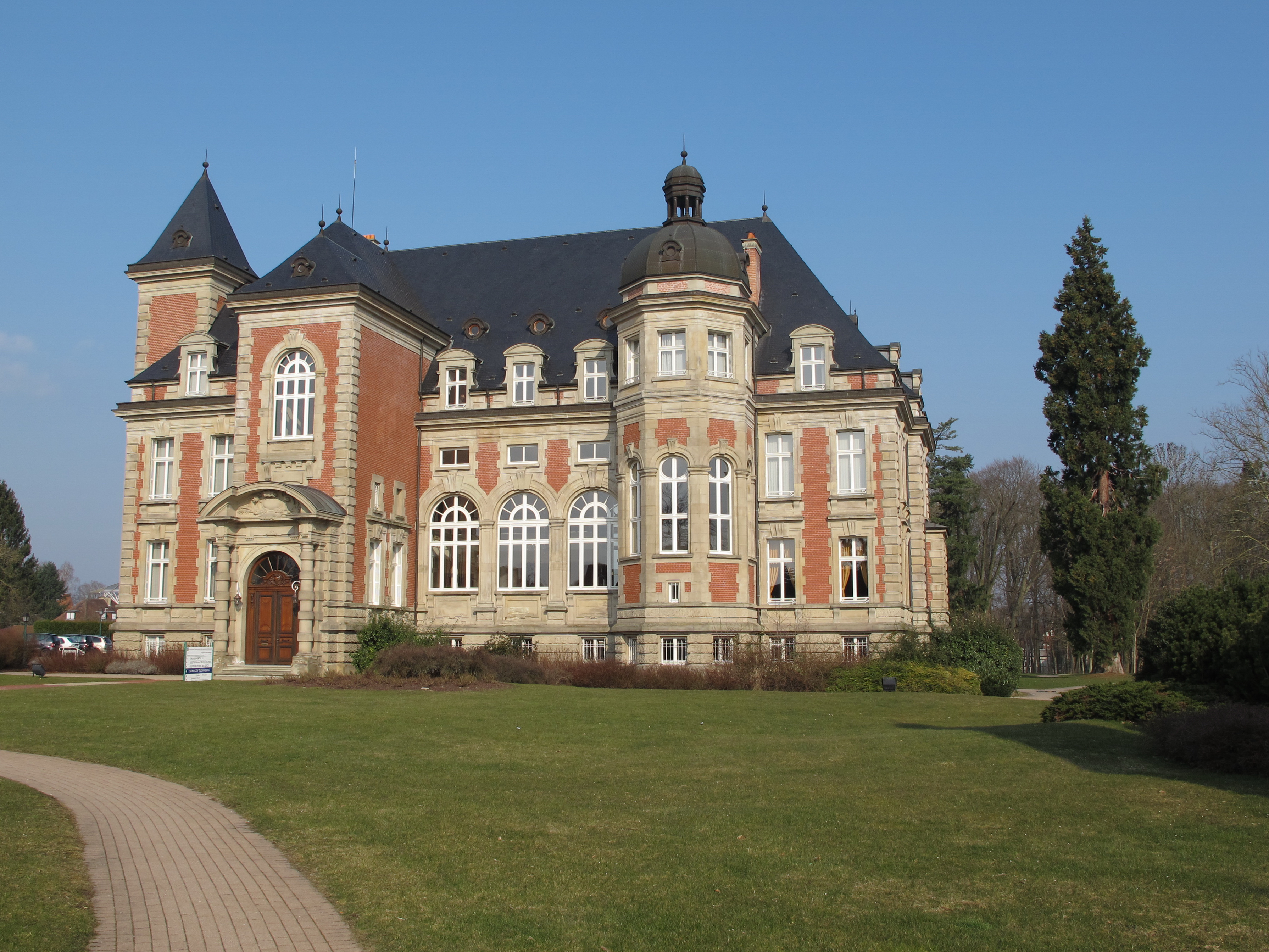
Le château Utzschneider à Sarreguemines